# Sprachlenkung
Sprachlenkung ist in der Linguistik ein Oberbegriff für unterschiedliche Arten der gezielten Beeinflussung der Sprache oder des Sprachgebrauchs, zu dem es zahlreiche Unterbegriffe gibt, wie z. B. Sprachenpolitik bzw. Sprachpolitik, Sprachkritik, Sprachmanipulation, Sprachplanung, Sprachpurismus, Sprachreform, Sprachregelung, Sprachreinigung. Als sinnverwandt sei der Begriff Sprachmanipulation erwähnt, der im Detail als Beeinflussung von Menschen durch gezielte sprachliche Maßnahmen wie Euphemismen, Verschleierung, Selektion von Information beschrieben wird.
Im Duden-Online-Wörterbuch wird Sprachlenkung als [manipulierende] Einflussnahme auf den allgemeinen Sprachgebrauch bzw. eine planvolle Formung der Standardsprache definiert, während Sprachmanipulation als ein Begriff mit abwertender Bedeutung genannt ist, und das Manipulieren mithilfe der Sprache und durch die Sprache bedeutet. Demgegenüber ist für die Sprachlenkung keine spezielle Konnotation im Gebrauch angegeben.

## Definitionen und Abgrenzung
Innerhalb der Sprachwissenschaft gibt es eine Reihe von Bezeichnungen für bewusste, subjektiv motivierte Beeinflussungsversuche der Sprache, die zum großen Teil unscharf definiert sind und die teilweise synonym, teilweise aber auch zur Unterscheidung bestimmter Phänomene verwendet werden, wie zum Beispiel Sprachlenkung, Sprachpflege, Sprachpolitik, Sprachreinigung, Sprachkritik. Zwar geht es abei all diesen genannten Formen der gezielten Sprachveränderung letztlich nicht nur um die Umsetzung sprachwissenschaftlicher Erkenntnisse, sondern um die Durchsetzung ideologisch bedingter Theorien und Vorurteile, die Sprachlenkung aber verfolgt darüber hinaus konkret politische Ziele. Sie ist also nicht nur ideologisch, sondern auch politisch motiviert, weil sie direkt als Mittel im Kampf um die Staatsmacht, um die Leitung des Staates und die Festlegung der Formen, der Aufgaben und des Inhalts der staatlichen Tätigkeit eingesetzt wird.
Karolina Suchowolec beschreibt, dass eine übergreifende Perspektive auf den Begriff Sprachlenkung in der (linguistischen) Forschung noch relativ schwach vertreten ist. Sprachlenkung wird von ihr definiert als Eingriff in die Sprache einer Gruppe von Menschen, als antriebsmittelbare, willentlich gesteuerte Tätigkeit mit dem Ziel einer nachhaltigen Änderung des Sprachgebrauchs dieser Gruppe und als übergreifende Perspektive auf die Forschungsgebiete Sprachplanung, Sprachpolitik, Plansprachen und kontrollierte Sprachen sowie Terminologiearbeit verstanden.

## Wissenschaftlicher Kontext
Sprache verändert sich durch den Gebrauch in einer Sprachgemeinschaft. Diese natürliche Sprachveränderung wird jedoch gelegentlich als fremdbestimmt wahrgenommen. Für die deutsche Sprache wird allerdings jede Form der für alle verbindlichen, gesetzlichen Sprachlenkung abgelehnt.
Ein Forschungsüberblick von 1965 ergab zu der Zeit, dass Sprachlenkung (und synonym dazu auch Sprachregelung) in der Literatur zwar thematisiert wird, aber kein fest umrissenes Gebiet darstellt. Darüber hinaus sei Sprachlenkung oft als Instrument der Propaganda und beispielsweise staatlicher Einflussnahme negativ konnotiert. Als Ziel der Forschung wurde demnach angesehen, eine neutrale und sachliche Beschreibung von Sprachlenkung zu ermöglichen. Somit wurde Sprachlenkung als eine bewusste, zielgerichtete sowie beabsichtigte Handlung charakterisiert, die zudem auf Sprache und nichts anderes gerichtet ist. Dadurch wird sie vom Sprachwandel abgesetzt.
Gemäß einer wissenschaftlichen Abhandlung von Ulrich Steinmüller aus dem Jahr 1978 wurde in der westdeutschen Germanistik nach 1945 das Phänomen einer politisch motivierten Beeinflussung der Sprache auf den deutschen Faschismus und auf die DDR beschränkt und für die sogenannten westlichen Demokratien negiert. Erst allmählich setzte sich die Erkenntnis durch, dass Sprachlenkung als Mittel der Politik nicht auf bestimmte politische Systeme beschränkt ist.
Nach derselben Abhandlung wird keine Regierung, die sich selbst als demokratisch versteht, den Versuch unternehmen, den Sprachgebrauch der Bürger direkt zu reglementieren. Jedoch wird zum Beispiel im Bereich der Verwaltung und der nachgeordneten Behörden und Ämter auf die Beachtung und Verwendung einer bestimmten Terminologie und bestimmter Formulierungen gedrungen. Die Beachtung und Verwendung der für den Verwaltungsverkehr verbindlichen Formulierungen wird dann auch von der Bevölkerung erwartet, die mit dieser Verwaltung Kontakt hat. Die Lektüre von Vorschriften und Formularen, Anträge und Eingaben stellen Anforderungen an die Sprachverwendung der Betroffenen. Die Freiheit des Individuums existiert hier nicht ohne das Risiko negativer Sanktionen etwa in Form von Verzögerungen bei der Bearbeitung von Anträgen oder deren Zurückweisung. Es wird die Notwendigkeit betont, die tatsächlichen gesellschaftlichen und politischen Einflüsse auf die Sprache zu erkennen und kritisch zu hinterfragen.

## Beispiele für Sprachlenkung

### Sprache des Nationalsozialismus
Im Dritten Reich sah Hitler eine für alle verbindliche, einheitliche Parteisprache als eine der schärfsten Waffen im Kampf um „die restlose Erfassung aller Deutschen mittels der nationalsozialistischen Aufklärung und Lehre in der Partei und im Anhängerkreis ...“  an. So wurde beispielsweise nach der Machtübernahme der Nazis in Berlin ein Unterricht für Gymnasiasten eingerichtet, der neben der NS-Ideologie und den NS-Politikern vor allem die regierungsoffizielle Terminologie behandelte. Dabei sollten parteiorganisatorische Bezeichnungen bekannt gemacht, und festgelegte Interpretationen, Definitionen und Wertungen in der öffentlichen Sprache und schließlich in der Allgemeinsprache überhaupt durchgesetzt werden. Das Ziel formulierte Goebbels nach der Errichtung des Reichsministeriums für Volksaufklärung und Propaganda (15. März 1933) vor der Presse kurz und bündig so: „Das Volk soll anfangen, einheitlich zu denken, einheitlich zu reagieren ...“.

### Neusprech in George Orwells 1984
Die Versuche der Sprachlenkung im Nationalsozialismus (und Sowjetkommunismus) sind die Vorlagen für das Konzept des Neusprech, das modellhaft in George Orwells bekannter Dystopie 1984 literarisch verarbeitet wurde, die er zwischen 1946 und 1948 schrieb. Die Handlung von 1984 spielt in einem totalitären Überwachungsstaat, in dem mit der offiziellen Neusprache (Neusprech, im englischen Original Newspeak) den Menschen die Fähigkeit zum eigenständigen Denken genommen werden soll. Die Grundprinzipien des Neusprech sind Reduktion und Paradoxie. Ausdrucksmittel werden darin systematisch reduziert, ganze lexikalische Felder fallen weg (z. B. Ehre, Gerechtigkeit, Moral, Wissenschaft, Religion). Eine Verneinung erfolgt ausschließlich durch die Vorsilbe un-, eine Komparation durch plus- und doppelplus. So wird z. B. die Temperaturbeschreibung sehr warm oder heiß durch doppelplusunkalt ausgedrückt, doppelplus für den Komparativ und un- als Verneinung für kalt. Die zugrunde liegende Idee ist dabei, dass nicht mehr gedacht werden kann, was nicht ausgedrückt werden kann. Dabei wollte George Orwell sicher nicht prognostizieren, dass sich Sprache wirklich auf diese Weise fortentwickeln würde, sondern er überzeichnete gesellschaftliche Entwicklungstendenzen seiner Zeit, um Gefahren zu verdeutlichen, die aus totalitär gelenkter Sprachplanung erwachsen können.

### Geschlechtergerechte bzw. gendergerechte Sprache
Auf Basis feministischer Sprachkritik seit der Mitte der 1970er Jahre etablieren sich im deutschsprachigen Raum 1980 die ersten Richtlinien zur Vermeidung sexistischen Sprachgebrauchs. Nach der rechtlichen Anerkennung der Geschlechtskategorie „divers“ im Jahr 2018 in Deutschland und 2019 in Österreich wurde diese Begrifflichkeit erweitert zu einer „sprachlichen Gleichbehandlung aller Geschlechter“. Jedoch kann auch geschlechtsneutrale oder geschlechtergerechte Sprache als Sprachlenkung „von oben“ verstanden werden. Linguist Wolfgang Krischke beschreibt in der F.A.Z. vom 18. Januar 2019, dass insbesondere in der Verwaltung deutscher Universitäten versucht wird, nicht nur die Wortwahl, sondern auch den Gebrauch grammatischer Formen zu steuern, und dass mittels der gegenderten Wortkonstruktionen in das grammatische System der Sprache eingegriffen wird. Die Durchsetzung des politisch korrekten – in diesem Fall gendergerechten – Sprechens wird als ein im Kern bürokratisches Projekt und als Spiegelbild des akademisch-linksliberalen Milieus beschrieben.

### Sprachlenkung in den USA 2025
In einem Interview mit SRF, dem Schweizer Radio und Fernsehen, bezieht sich Martin Luginbühl ebenfalls auf den Nationalsozialismus als Paradebeispiel für Sprachlenkung. Als Beispiele führt er Begriffe wie Rassenschande oder Arbeitsfront an, die propagiert und später diktatorisch durchgesetzt wurden. In den U.S.A hat die New York Times die sprachlichen Eingriffe der US-Administration unter Präsident Trump als Sprachlenkung bezeichnet. Gemäß Martin Luginbühl sollen konkurrierende Meinungen und Interpretationsweisen unterdrückt und damit unsichtbar gemacht werden. So sollen Gegenmeinungen und -argumente in der Öffentlichkeit gar nicht mehr vernehmbar sein. Letztlich gehe es damit um die Kontrolle über private Lebensäußerungen der Menschen. Diese Sprachlenkung betreffe auch eher beschreibende Begriffe wie „Behinderung“, „Verschmutzung“ oder „Frauen“. Das Resümee des Sprachwissenschaftlers „Ob das nachhaltig sein wird und wie breit das getragen werden wird, wird sich zeigen. Es hängt erheblich davon ab, wie Medien diese Sprachlenkung mittragen – oder eben nicht“.